# Associazione Sportiva Acireale 1998-1999
Questa pagina raccoglie le informazioni riguardanti l'Associazione Sportiva Acireale nelle competizioni ufficiali della stagione 1998-1999.

## Risultati

### Campionato

#### Girone di andata
| 6 settembre 1998 1ª giornata | Acireale | 1 – 1 | Battipagliese |  |

| 13 settembre 1998 2ª giornata | Atletico Catania | 0 – 0 | Acireale |  |

| 20 settembre 1998 3ª giornata | Acireale | 1 – 0 | Juve Stabia |  |

| 27 settembre 1998 4ª giornata | Castel di Sangro | 2 – 1 | Acireale |  |

| 4 ottobre 1998 5ª giornata | Acireale | 2 – 2 | Crotone |  |

| 11 ottobre 1998 6ª giornata | Fermana | 0 – 2 | Acireale |  |

| 18 ottobre 1998 7ª giornata | Acireale | 0 – 0 | Savoia |  |

| 25 ottobre 1998 8ª giornata | Gualdo | 1 – 1 | Acireale |  |

| 8 novembre 1998 9ª giornata | Acireale | 2 – 0 | Lodigiani |  |

| 15 novembre 1998 10ª giornata | Giulianova | 2 – 0 | Acireale |  |

| 22 novembre 1998 11ª giornata | Acireale | 1 – 1 | Nocerina |  |

| 29 novembre 1998 12ª giornata | Avellino | 1 – 1 | Acireale |  |

| 6 dicembre 1998 13ª giornata | Acireale | 1 – 1 | Palermo |  |

| 13 dicembre 1998 14ª giornata | Marsala | 1 – 2 | Acireale |  |

| 20 dicembre 1998 15ª giornata | Acireale | 0 – 1 | Foggia |  |

| 23 dicembre 1998 16ª giornata | Ascoli | 1 – 1 | Acireale |  |

| 6 gennaio 1999 17ª giornata | Acireale | 0 – 0 | Ancona |  |

#### Girone di ritorno
| 10 gennaio 1999 18ª giornata | Battipagliese | 1 – 0 | Acireale |  |

| 17 gennaio 1999 19ª giornata | Acireale | 0 – 0 | Atletico Catania |  |

| 24 gennaio 1999 20ª giornata | Juve Stabia | 2 – 0 | Acireale |  |

| 31 gennaio 1999 21ª giornata | Acireale | 1 – 1 | Castel di Sangro |  |

| 14 febbraio 1999 22ª giornata | Crotone | 3 – 1 | Acireale |  |

| 21 febbraio 1999 23ª giornata | Acireale | 0 – 1 | Fermana |  |

| 28 febbraio 1999 24ª giornata | Savoia | 0 – 0 | Acireale |  |

| 7 marzo 1999 25ª giornata | Acireale | 0 – 0 | Gualdo |  |

| 21 marzo 1999 26ª giornata | Lodigiani | 2 – 0 | Acireale |  |

| 28 marzo 1999 27ª giornata | Acireale | 2 – 0 | Giulianova |  |

| 3 aprile 1999 28ª giornata | Nocerina | 1 – 0 | Acireale |  |

| 11 aprile 1999 29ª giornata | Acireale | 1 – 1 | Avellino |  |

| 18 aprile 1999 30ª giornata | Palermo | 0 – 0 | Acireale |  |

| 25 aprile 1999 31ª giornata | Acireale | 0 – 0 | Marsala |  |

| 2 maggio 1999 32ª giornata | Foggia | 1 – 1 | Acireale |  |

| 9 maggio 1999 33ª giornata | Acireale | 0 – 2 | Ascoli |  |

| 16 maggio 1999 34ª giornata | Ancona | 1 – 1 | Acireale |  |